# Chaîne de télévision parlementaire
Une chaîne de télévision parlementaire est une chaîne de télévision diffusant les débats des parlements et assemblées représentantes du pouvoir législatif.

## Liste de chaînes parlementaires

### Europe
- Royaume-Uni : BBC Parliament
  - Pays de Galles : S4C2
- France : La Chaîne parlementaire, Public Sénat
- Espagne : Canal Parlamento
- Portugal : ARtv
- Danemark : DR Politik
- Luxembourg : Chamber TV
- Italie : Camera dei Deputati, Senato Italiano
- Grèce : Vouli Tileorasi
- Islande : Iceland Parliament
- Malte : Parliament TV
- Ukraine: Rada TV
- Union européenne : Europe by Satellite, Europarltv (web)

### Amérique
- Canada : CPAC
  - Colombie-Britannique : Hansard TV (en)
  - Nouveau-Brunswick : Legislative Assembly of New Brunswick Television Service (en)
  - Nouvelle-Écosse : Legislative Television (en)
  - Terre-Neuve-et-Labrador : House of Assembly Channel (Newfoundland) (en)
  - Ontario : Ontario Parliament Network
  - Québec : Canal de l'Assemblée nationale
  - Saskatchewan : Saskatchewan Legislative Network (en)
  - Yukon : CHLA-FM (disparu)
- États-Unis : C-SPAN
- Trinité-et-Tobago : The Parliament Channel
- Brésil : TV Senado, TV Câmara, TV Brasil
- Venezuela : ANTV
- Pérou : Canal Congreso de la Republica

### Asie et Océanie
- Israël : Knesset Channel
- Inde :  DD Lok Sabha, DD Rajya Sabha
- Nouvelle-Zélande : Parliament TV

### Afrique
- Algérie : TV9 Al-parlamaniya